# Parti des travailleurs guinéens
Pour les articles homonymes, voir Parti des travailleurs.
Le Parti des travailleurs guinéens (en portugais : Partido dos Trabalhadores Guineenses ; abrégé PTG) est un parti politique bissau-guinéen, fondé en 2021 par Botché Candé, alors ministre de l'Intérieur.

## Histoire
Le Parti des travailleurs guinéens est formé en décembre 2021 par Botche Candé, ancien membre du Parti du renouveau social (PRS) et ministre de l'Intérieur du gouvernement de Nuno Gomes Nabiam. Il est composé de dirigeants et cadres provenant de différentes formations politiques tel que Mama Saliu Lambá, ancien premier vice-président de l'Assemblée du peuple uni – Parti démocrate de Guinée-Bissau (APU-PDGB), ainsi que des membres du Mouvement pour l'alternance démocratique, Groupe des 15 (Madem G15),.
Le parti tient dans la capitale Bissau, son congrès constituant du 16 au 17 décembre 2021 à l'issue duquel Botche Candé est élu président du PTG.
Lors de sa première participation électorale, pour les élections législatives de 2023, le parti remporte 6 sièges sur 102 à l'Assemblée nationale populaire.

## Résultats électoraux

### Élections législatives
| Année | Suffrages | %    | Sièges  | Rang | +/- | Gouvernement |
| ----- | --------- | ---- | ------- | ---- | --- | ------------ |
| 2023  | 54 784    | 8,17 | 6 / 102 | 4e   | Nv  | Martins      |